# メディスン (バンド)
メディスン（Medicine）は、アメリカのロサンゼルスで結成されたノイズポップ・バンドである。1990年代に3枚のアルバムを残し活動を休止した後、2003年に活動を一時的ながら再開。2013年以降、リーダーであるブラッド・レイナーのソロ・プロジェクト的な活動を続けている。

## 来歴
リーダー、ブラッド・レイナーの独自性の強いギターの音色から、ジャンルはシューゲイザーに分類されることが多い。このギターサウンドはYAMAHAの4トラック・レコーダーをエフェクターとして利用することで発生させていると本人がインタビューで語っている。
1991年、リック・ルービンの立ち上げたAmerican Recordingsと契約。
1992年、当時のインディーロック・ムーブメントを牽引していたクリエイション・レコーズからシングル「Aruca」及びアルバム『Shot Forth Self Living』をリリース。極端に高音を強調した、金属的とも称されるミックスが特徴。
1993年にはファースト・アルバムからの楽曲「5ive」などを収録した『5ive』(EP)や、シングル「Never Click」（後にロンドンのClub AC30が企画したシューゲイザー・カバー集『Never Lose That Feeling Volume One』でも取り上げられた）及びアルバム『The Buried Life』をリリース。
全体的にベスのボーカルをフィーチャーした楽曲が増えポップな印象を受けるが、破壊的なギターサウンドは健在。収録曲「Live It Down」では、ビーチ・ボーイズ等との仕事で知られるヴァン・ダイク・パークスがピアノ、アレンジで参加している。
1994年、スマッシング・パンプキンズのビリー・コーガンによる「She Knows Everything」（アルバム『The Buried Life』収録）のリミックスが『Sounds Of Medicine』(EP)に収録される。このトラックにはジミー・チェンバレン（同スマッシング・パンプキンズ）のドラムが使用されている。また、映画『クロウ/飛翔伝説』のサウンドトラックに「Time Baby III」が使用されている。『Sounds Of Medicine』(EP)にも収録されたこのトラックは、『5ive』(EP)収録曲「Time Baby II」を、コクトー・ツインズのロビン・ガスリー、エリザベス・フレイザーらがリミックスしたものである。
1995年、アルバム『Her Highness』及び7インチ・シングル「Off The Vine」をリリース後、活動を休止。ブラッド・レイナーはエレクトロニカ系のソロ・ユニットであるElectric Company、バンドのAmnesia、元トゥールのポール・ダムールらと結成したサイケ・ロック・バンドのラスクなどで精力的に活動を継続。
ブルース・リーの実娘、シャノン・リーをボーカリストに迎え、ブラッドとの2人組でメディスンを再開。2003年にはアルバム『The Mechanical Forces of Love』がリリースされた。自らのユニットElectric Company等からの影響も窺える、デジタルオーディオワークステーション(DAW)、テクノロジーを駆使した音使いで新たな側面を見せたが、一時的な活動となった。
その後もブラッドはギタリストChristopher WillitsとのユニットNorth Valley Subconscious Orchestra、本人名義（ブラッド・レイナー）でのソロ作を発表するなど活動を行いつつ、2013年からメディスン名義でのリリースもコンスタントに行っている。

## その他
- カナダのエレクトロニカ・プロジェクト、カリブー（ex.マニトバ）の楽曲「Barnowl」において、『Shot Forth Self Living』の1曲目「One More」のギターがサンプリングされている。
- 脱退したジム・パトナム、エディー・ルシェらは後にバンド、Maids Of Gravityを結成するが、ベス・トンプソンがボーカルで参加している楽曲がある。

## メンバー

### 1990年代
- ブラッド・レイナー (Brad Laner) - ギター、ボーカル、キーボード、ベース、ノイズ
- ベス・トンプソン (Beth Thompson) - ボーカル
- ジム・グッダール (Jim Goodall) - ドラム
- ジム・パトナム (Jim Putnam) - ギター (後に脱退)
- エディー・ルシェ (Eddie Ruscha) - ベース (後に脱退)
- アネット・ジリンスカス (Annette Zilinskas) - ボーカル (初期)
- ジャスティン・メルダル・ジョンセン (Justin Meldal-Johnsen) - ベース (『Her Highness』)

### 2000年代
- ブラッド・レイナー (Brad Laner) - ギター、プログラミング
- シャノン・リー (Shannon Lee) - ボーカル
- ジム・グッダール (Jim Goodall) - ドラム
- マット・ディヴァイン (Matt Devine) - ギター
- アネット・ジリンスカス (Annette Zilinskas) - ボーカル

## ディスコグラフィ

### スタジオ・アルバム
- Shot Forth Self Living (1992年、Def American/Creation)
- The Buried Life (1993年、American)
- Her Highness (1995年、American)
- The Mechanical Forces of Love (2003年、Wall of Sound/Astralwerks)
- To the Happy Few (2013年、Captured Tracks)
- 『ホーム・エブリーウェアー』 - Home Everywhere (2014年、Captured Tracks)
- Scarred For Life (2019年、Drawing Room)
- Drugs (2022年、Self-released)

### ライブ・アルバム
- Always Starting to Stop (2012年、Captured Tracks)
- In Session (2013年、Captured Tracks)

### コンピレーション・アルバム
- Remains 1992-1995 (2011年、self-released)
- Box Set (2012年、Captured Tracks)
- Falls (2019年、Brava Entertainment)

### シングル & EP
- "Aruca" (1992年、Creation)
- "5ive" (1993年、Creation)
- "Never Click" (1993年、Beggars Banquet)
- Sounds of Medicine EP (1994年、American)
- "Time Baby 3" (1994年、American)
- "Candy Candy" (1995年、American)
- "Off the Vine" double 7" (1995年、Ectoplasm)
- Wet on Wet EP (2002年、Wall of Sound)
- "I Smile to My Eyes" (2003年、Wall of Sound)
- "As You Do" (2004年、Wall of Sound)
- "Time Baby 2" (2011年、Captured Tracks)
- "Long as the Sun" (2013年、Captured Tracks)